# Pedro de Candía
Pedro de Candía, (Reino de Candía, República de Venecia [hoy Creta, Grecia], ¿1484? – Chupas, Virreinato del Perú, 16 de septiembre de 1542), apodado el Griego, fue un aventurero de familia veneciana nacido en Grecia y posteriormente naturalizado español, que fue uno de los principales actores de la conquista del Perú y de las guerras civiles entre los conquistadores quien, como encomendero español, fue designado alcalde ordinario del Cuzco y, en segundo voto legislativo, como alcalde de Lima desde 1534 al 1535. Fue uno de los Trece de la Fama y artillero mayor del Perú. Físicamente fue un hombre muy alto, corpulento, de tez blanca y ojos claros; de acuerdo con las descripciones y retratos de las crónicas hispanas de las Américas, de rostro clásico greco-romano.

## Primeras armas
Originario de la isla de Creta nacido en el Castillo de Candía, fortaleza de la República de Venecia, era hijo de una noble familia veneciana instalada en Creta. Tras la muerte de sus progenitores durante un ataque de los turcos otomanos, en 1467 fue llevado con su  hermano  mayor Teodoro de Candía, su hermano Juan Andrés de Candía, el menor Juan Martín de Candía y su hermana beba Caterina Laura de Candía a Castelnuovo di Dalmatia Veneta en La Serenísima República de Venecia, donde fue criado por su tío materno de estirpe aragonesa en los territorios italianos, posteriormente se instaló con sus hermanos y familia en el Reino de Aragón y resto de España.
Empezó su carrera militar en el norte de África, como artillero y polvorista durante la toma de Orán (1509), el sitio de Bugía y en la rendición de Trípoli (1510), campañas que hizo a las órdenes de Pedro de Vera, jefe de la artillería española. Luego de asistir a la batalla de Pavía (1525) pasó a España bajo servicio a la Casa de Trastámara y sirvió con los Guardas de Castilla. 
Se casó, según parece en la capilla de Villalpando, con Doña Lucía de Garcés García de Paredes, era madrina de Don Diego García de Paredes, del matrimonio han nacido varios hijos en 1490 nacía en Villalpando su primogeto varón Don Manuel de Candía y García de Paredes, señor de Puerta de San Andrés, de sus otros hijos hay uno religioso, y sus hijas, la mayor Doña Ursula de Candía, esposa de Don Hernando de Polo y madre de Hernando Polo y Candía, sus hijas menores Doña Catalina de Candía, y Doña María de Candía Garcés se trasladaría al reino de Napoles. Por encomiendo de su labor al servicio de la Corona de Castilla, pasó luego a la campaña de las Américas en compañía de Pedro de los Ríos cuando este fue nombrado gobernador de Tierra Firme (Panamá), adonde llegó en julio de 1526, posteriormente ha sido designado Capitán de la flota de los Mares del Sud.

## Uno de los 13 de la Fama
Ya en América, a instancias de De los Ríos se plegó a la hueste que a la sazón formaba Diego de Almagro para reforzar la expedición destinada a descubrir las regiones situadas más al sur de Panamá (1526). Fue descrito como hombre entendido en asuntos de estrategias y artillería. Unidos todos a Francisco Pizarro en las inmediaciones del río San Juan (enero de 1527), iniciaron la exploración de las costas. Pero Pizarro juzgó que su empresa requería más hombres y decidió establecerse momentáneamente en la Isla del Gallo (3 de junio de 1527) para esperar a que Almagro trajera más hombres de Panamá. Muchos expedicionarios se hallaban descontentos por las penurias que afrontaban y deseaban volver; burlando la celosa vigilancia de Pizarro lograron finalmente filtrar por correo algunas quejas que llegaron a oídos del gobernador Pedro de los Ríos, quien ordenó abrir proceso y envió como juez a Alonso Tafur. Este, luego de presentarse ante Pizarro, invitó a los descontentos a regresar con él a Panamá. La mayoría le siguió, mientras que sólo trece hombres declararon estar dispuestos a continuar en la empresa, entre ellos Pedro de Candía. Pizarro trató a este con especial consideración y lo hizo partícipe de su propia comida.

## En Tumbes

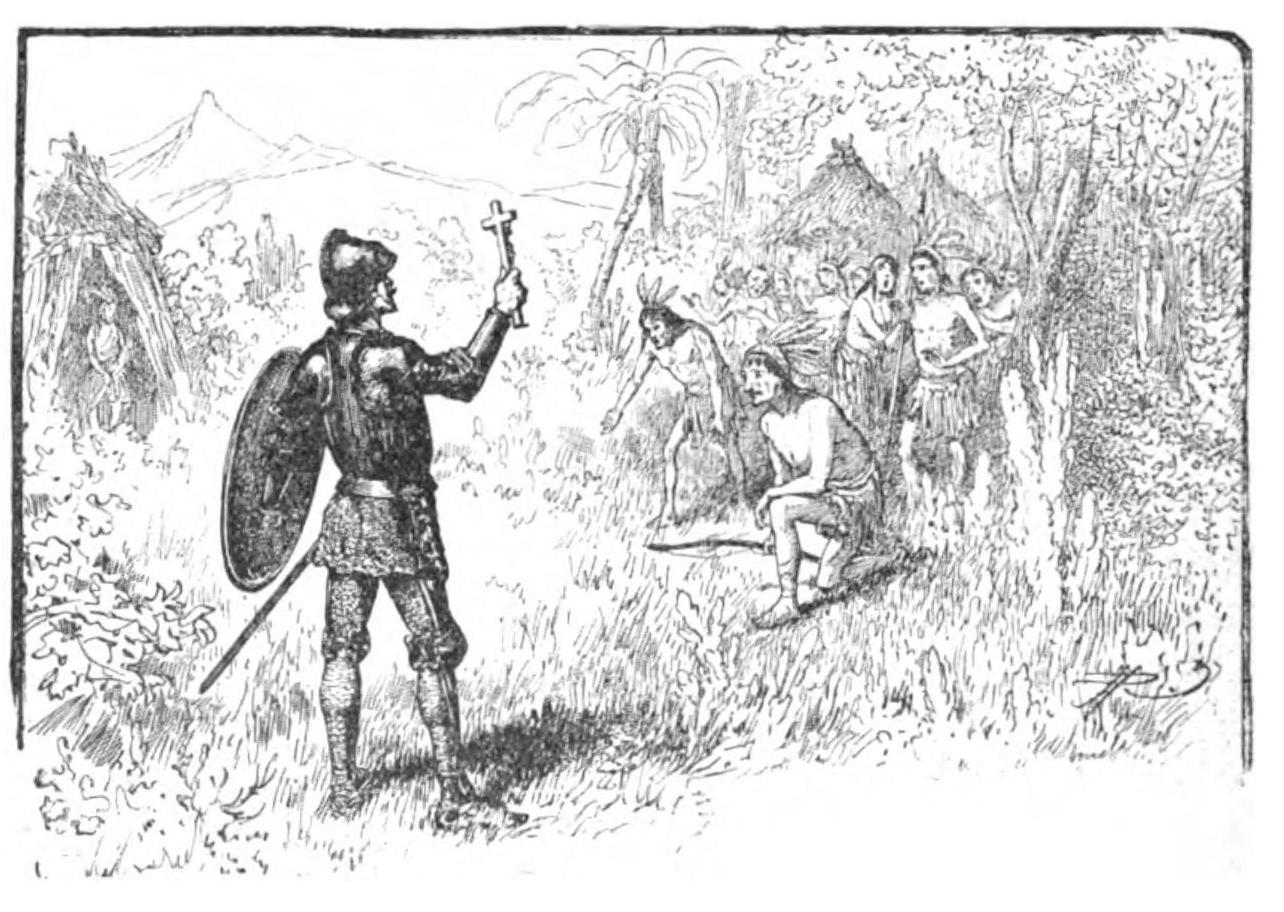
Ilustración en Tradiciones peruanas que representa a Candía frente a los naturales de Tumbes.

Candía estuvo luego en la exploración de la costa pacífica de los actuales Colombia y Ecuador (marzo a septiembre de 1528). En Tumbes (extremo norte de la costa peruana) se arriesgó a adentrarse en la ciudad, que de lejos parecía una fortaleza; se cubrió con una gruesa cota de malla y celada de hierro, se ciñó al cinto una espada, embrazó una rodela de acero y cogió su arcabuz; otros cronistas añaden que llevaba también una gran cruz de palo. Según contó después a sus compañeros, Candía avanzó hacia el pueblo, donde los indios, reunidos en la plaza, le pidieron que demostrara el poder de su arcabuz. Candía accedió; cargó su arma y disparó a distancia hacia un tablón que estalló en pedazos, lo que causó gran admiración y estupor entre los presentes. Luego, los indios le arrojaron «un tigre y un león», para ver si usaría su arma como defensa; contra lo esperado, Candía arrojó al suelo su arcabuz, y los animales, en vez de atacarle, se le acercaron mansos y humildes. El Inca Garcilaso de la Vega diría más tarde que fue «el poder de la Cruz» lo que amansó a las fieras e hizo que los indios vieran a Candía como un enviado de sus dioses. Sea como fuese, lo cierto es que los indios acogieron hospitalariamente a Candía, dejándole que visitara los principales edificios de la ciudad: el Templo del Sol, el Acllahuasi o casa de las escogidas y la Pucara o fortaleza, donde el griego apreció los ricos ornamentos de oro y plata. Luego, sobre un paño trazó el plano de la ciudad, y posteriormente escribió una relación, hoy perdida. De vuelta donde sus compañeros, relató su experiencia, la misma que causó asombro y alentó más a continuar en la conquista.
La visita de Candía a Tumbes es históricamente verosímil, a excepción del episodio del león (que recuerda mucho a una leyenda del Cid), fábula que fue declarada enteramente falsa en 1578, de acuerdo a una investigación minuciosa que se hizo en tiempos del virrey Francisco Álvarez de Toledo.

## Con Pizarro en España
Ante la necesidad de más recursos, el pequeño grupo de españoles comandados por Pizarro tuvo que volver a Panamá. Como el gobernador Pedro de los Ríos negó su autorización para reanudar la empresa, Pizarro se dirigió a España con el propósito de solicitar la merced del emperador Carlos Quinto, llevando consigo a Pedro de Candía. Como principal testigo del descubrimiento del Perú, Candía sirvió de mucho para convencer al emperador a que otorgara concesiones a Pizarro para realizar la conquista. Él fue quien ante los miembros del Consejo de Indias habló elocuentemente sobre la tierra descubierta, expuso su relación y mostró el plano de la ciudad de Tumbes por él mismo trazado, todo lo cual fue decisivo para convencer a los consejeros. Se firmó así la Capitulación de Toledo (26 de julio de 1529), en la cual se reconoció a Candía como hidalgo, y además se le hizo regidor de Tumbes y se le nombró Artillero Mayor del Perú con 60 000 maravedís de sueldo anual. Se le extendió también una licencia para fabricar cañones. 
Tras una corta visita a su mujer en Villalpando, Candía retornó con Pizarro a América.

## En la captura de Atahualpa
Ya en Panamá, se hicieron los preparativos para la Tercera Expedición al Perú. Candía fundió dos falconetes con su carga de pólvora. La expedición zarpó en enero de 1531, rumbo al sur. Candía desplegó valor en las guazábaras o combates con los indios de la isla de Puná. Luego participó en el desembarco y el combate de Tumbes (febrero de 1532), en la fundación de Piura (15 de agosto de 1532) y en la marcha hacia el interior.
En Cajamarca, mientras se aproximaba el inca Atahualpa con su séquito, se ubicó sobre una fortalecilla situada en la plaza, acompañado por tres soldados y dos trompetas, junto con la artillería, compuesta por dos falconetes o cañones pequeños, dispuestos para disparar cuando se diese la señal convenida. Llegado el momento, solo uno de los falconetes hizo un disparo, pues el otro se estropeó, pero el ruido que produjo, sumado al de los arcabuces y las trompetas, fue muy atronador y causó espanto entre los indios. Enseguida la caballería arremetió a la multitud que rodeaba al Inca en la plaza. El efecto psicológico fue abrumador y contribuyó decisivamente en la captura de Atahualpa. Prisionero el Inca, este ofreció por su libertad un fabuloso rescate, del cual correspondió a Pedro de Candía 9909 monedas de oro y 407,2 marcos de plata.

## En el Cuzco
Con Hernando de Soto, Diego de Agüero y Miguel de Estete fue destacado hacia Cuzco, en una misión destinada a explorar el Imperio inca. Atahualpa le asignó ocho sirvientes indios, como guías y custodios. 
Luego de la entrada de los españoles en la ciudad imperial de los incas, Candía estuvo presente en la refundación española de Cuzco (23 de febrero de 1534) y fue su primer alcalde ordinario. Allí le otorgaron dos solares en el barrio de Pucamarca, junto al río. Se amancebó con una princesa inca en la que tuvo un hijo, mencionado más tarde por el Inca Garcilaso de la Vega como condiscípulo suyo en el beabá o escuela de primeras letras, y quien al igual que su padre era alto y corpulento, “que con ser de once o doce años, tenía dos tantos cuerpo que su edad requería”.
En marzo de 1536 colaboró con 1200 pesos para ayuda de las guerras del emperador y enseguida participó durante la defensa del Cuzco sitiada durante largos meses por Manco Inca. En esa ocasión tuvo a su cargo, junto con Martín de Florencia, de los pocos arcabuces con que contaban los sitiados, y cumplió con su deber sin mayor lucimiento.
Cuando Hernando Pizarro fue tomado preso y sacado del Cuzco durante la rebelión de Diego de Almagro (1537), se le nombró depositario o administrador de los bienes de Hernando. No obstante, como era amigo de los Pizarro, Candía estuvo del lado de estos durante la guerra civil, que culminó con la derrota de Almagro en la Batalla de las Salinas (1538).

## La entrada de Ambaya
A fin de alejar del Cuzco a los soldados españoles, siempre dados a las revueltas, Hernando Pizarro concedió a varios capitanes “entradas” o autorizaciones para emprender conquistas en territorios aún no explorados. A Pedro de Candía le autorizó a emprender el descubrimiento de un país situado al oriente del Cuzco y pasados los Andes. Una concubina india le había hecho creer que encontraría la tierra poblada y muy rica, que se denominaba Ambaya; y con esta esperanza, Candía gastó 85 000 pesos de oro que tenía y contrajo una deuda de otro tanto. Reclutó a 300 soldados, entre pizarristas y almagristas, y partió con ellos rumbo a la región oriental, la denominada Antis por los incas (1538).
Desde Paucartambo avanzaron hacia el este. La expedición, sin embargo, no tuvo el éxito esperado. La región era muy boscosa, azotada por fuertes lluvias. Llegaron a un monte que era peña viva, rodeado de arboledas, lo que impedía la marcha de los caballos. Solucionaron ingeniosamente el problema, izando los caballos con maromas hechas de los largos bejucos que colgaban de los árboles. Llegaron luego a una zona llamada Avisca, de clima muy caluroso, poblado de indios antropófagos que disparaban dardos envenenados, muy temibles. La confesión de un indio prisionero acabó con la última ilusión: el país era extremadamente pobre. Las tropas se desanimaron y arremetieron contra Candía, reprochándole por extranjero y por ser poco apto para el mando. Candía dio entonces marcha atrás, después de días de penurias, aunque, caso extraordinario en expediciones de este tipo, no perdió ningún hombre. En total habían avanzado 150 km, llegando a la selva del actual departamento peruano de Madre de Dios.
Apenas retornaba Candía de su fracasada incursión, cuando Hernando Pizarro salió en su búsqueda, pues se había enterado, por cartas interceptadas, que uno de los subordinados de Candía, Alonso de Mesa, pretendía amotinarse y marchar al Cuzco para liberar a Almagro el Viejo. Hernando apresó a Candía y a Mesa; el resto de los expedicionarios fueron entregados a Peránzurez, quien preparaba entonces una entrada al país de los Chunchos (junio de 1538). Comprobada la inocencia de Candía, Hernando Pizarro lo libertó, mientras que Mesa fue decapitado. Debido a este episodio amargo, Candía quedó muy resentido con los pizarristas. Pocos años después los almagristas asesinaban a Francisco Pizarro.

## Muerte en la batalla de Chupas

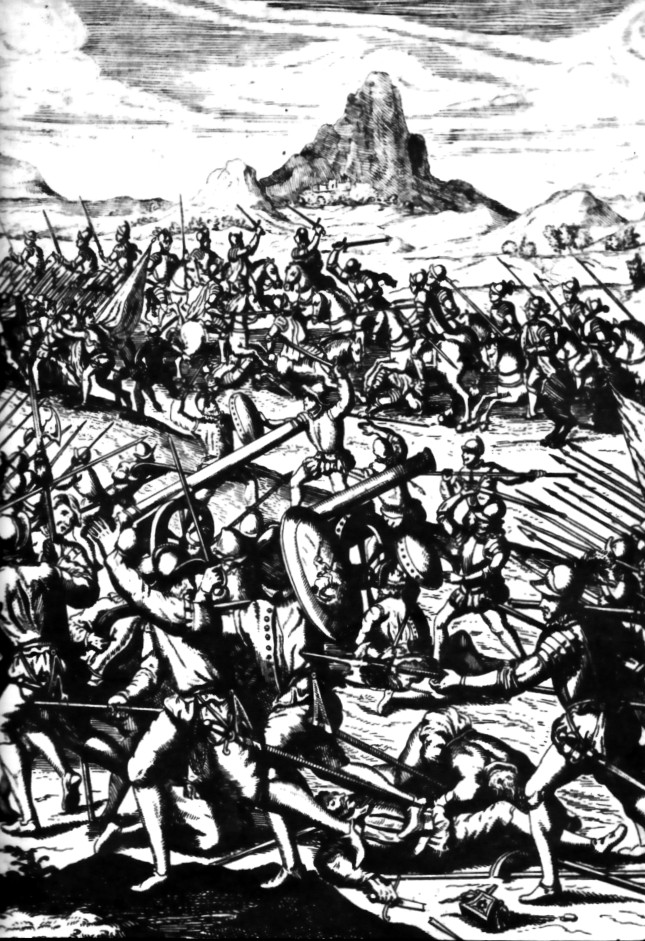
Escena de la batalla de Chupas. Grabado de la "Descripción de las Indias" de Antonio de Herrera. Amberes, 1728.

Disgustado con el bando pizarrista, Candía se plegó al bando de Diego de Almagro el Mozo, a quien siguió a la sierra cuando se anunció la llegada del visitador Cristóbal Vaca de Castro a la cabeza del ejército leal al rey. En Huamanga fundió varios cañones que hicieron de la artillería de Almagro muy superior en comparación a la de sus rivales. Asimismo, fabricó pólvora, municiones, picas, corazas y otras armas, contando con el auxilio de un grupo de artífices griegos llamados “levantiscos”, ayudados por varios indios plateros. 
El 4 de septiembre de 1542, poco antes de que las fuerzas almagristas se encontraran con las realistas de Vaca, a Candía le llegó una carta de su yerno Agamenón, griego como él, invitándole a fingir mala puntería y errar los disparos durante la batalla que se iba a librar pronto. Suponiendo que ya la habían leído los centinelas, Candía llevó la carta ante Almagro y se la leyó en consejo de capitanes. De esa forma trató de alejar de sí la sospecha de traición, pero no parece que fuera del todo inocente.
Lo cierto es que durante la batalla de Chupas la poderosa artillería almagrista fue colocada en una altura que dominaba el llano, pero fue tan ineficaz que el joven Almagro creyó haber sido traicionado por Candía. Furioso, Almagro abandonó la lucha y a todo galope se dirigió hacia donde se hallaba apostada la artillería, subiendo apresuradamente en busca de Candía, a quien encontró en medio de los cañones, que habían dejado de disparar. Almagro se abalanzó sobre Candía y lo mató a lanzazos, al mismo tiempo que vociferaba: “¡Traidor, por qué me has vendido!” (16 de septiembre de 1542).
En realidad no se ha determinado fehacientemente si los disparos erróneos de los cañones de Candía fueron producto de una negociación de este con Vaca de Castro, o simplemente fueron incidencias normales del combate, aunque es más verosímil que Candía haya querido reconciliarse con el bando del Rey de cualquier modo.